# 金野岩治
金野 岩治（こんの いわじ、1887年（明治20年）1月10日 - 1969年（昭和44年）5月29日）は、日本の政治家、旧鶴岡市第2代市長。

## 略歴
1888年（明治21年）3月1日山形県西田川郡加茂村（現・鶴岡市加茂）に飛塚元次郎の次男として生れる。その後、東田川郡広瀬村（現・鶴岡市羽黒町）の酒造業経営・今野岩治の婿養子となり、「岩治」を襲名する。 1905年（明治38年）、荘内中学校（山形県立鶴岡南高等学校）を卒業し（同窓生に小林鉄太郎がいた。）、 大阪工業高等学校で学ぶ。その後は、 会社員を経て、鶴岡市会議員となる。 1927年（昭和2年）5月 鶴岡市長選挙に立候補して初当選。同年10月、 同職を辞任し山形県会議員選挙に立候補するが落選。 再び同市会議員に就任する。 1969年（昭和44年）5月29日死去。享年82。鶴岡市の禅源寺に墓がある。

## 参考資料
- 『庄内人名辞典』 大瀬欽哉（代表編者） 致道博物館内「庄内人名辞典刊行会」（発行）

| 公職        | 公職                                 | 公職            |
| ----------- | ------------------------------------ | --------------- |
| 先代 林茂政 | 鶴岡市長 第2代：1927年5月-1927年10月 | 次代 黒谷了太郎 |